# Архіви України
Архіви України — сукупність архівних установ та систем, що існували в минулому. Мережа архівних установ різних регіонів України, пов'язаних з історією державних інститутів, громадських, релігійних об'єднань і рухів. Архівні установи обумовлені історичними змінами в адміністративно-політичному та адміністративно-територіальному устроях держави.

## Історія

### АрхівиКиївської Русі
З утворенням Давньоруської держави та поширенням писемності на її землях виникли перші архіви. Основними центрами зосередження найдавніших писемних документів були великокнязівський двір, церкви, монастирі та приватні зібрання.

#### Київський великокнязівський архів
З виникненням централізованої держави формувався й апарат управління. На чолі держави стояв князь із дружиною. Члени князівської дружини (мечники, тіуни та ін.) за дорученням князя виконували важливі функції управління й суду. Окремими містами і волостями керували посадники, а міські ополчення очолювали тисяцькі. У віданні дружинників, бояр були важливі сфери економічного, політичного життя. У результаті їх діяльності створювалися документи внутрішньополітичного управління (донесення, свідчення), місцем зосередження яких була князівська канцелярія. Поява у князівських дворах (не лише у центрах земель, але й в удільних столицях) князівських канцелярій була пов'язана, перш за все, постійними зовнішньополітичними контактами, які супроводжувалися угодами та іншими юридичними документами. Сліди таких угод, які мали можливість бачити літописці, збереглися в текстах самих літописів. Можна сперечатися про їх число і стосовно конкретних гіпотез, але щодо їх наявності сумнівів немає. В окремих випадках (на жаль дуже рідко) збереглася пряма вказівка літописця на таку угоду («обіт»): «єго же за множеством весь не списахом». З рубежа XII–XIII ст. збільшилася необхідність захисту раніше наданих земельних і адміністративно-господарських прав та привілеїв з допомогою правових документів, зросло число актів, княжих статутів та інших правових постанов. Нерозвиненість державних структур не дозволила архівам виокремитися в самостійні установи, й документи довгий час з канцелярії надходили до державної скарбниці (казни).
Київський великокнязівський архів, разом із книгозбірнею та скрипторієм, зберігався в Михайлівському приділі Софійського собору, формуючи відому Софійську бібліотеку Ярослава Мудрого, засновану, за літописними даними, у 1037 р. В Софійській бібліотеці, крім книг релігійного та світського змісту, грецьких і болгарських рукописів, творів давньоруською мовою, зберігалися юридичні та дипломатичні акти. Тут зосереджувалися й приватні акти, купчі, оскільки Софійських собор виконував роль князівського терему.
У великокнязівському архіві зосереджувалися важливі юридичні документи: «Руська правда», «Правда Ярославичів», «Устав Володимира Мономаха», церковні устави Аскольда, Володимира, Ярослава, «Заповіт Ярослава Мудрого», приватне й дипломатичне листування великих князів, міждержавні договори. Давньоруські літописи подають тексти міждержавних угод київських князів, зокрема перших договорів Києва з Константинополем (907, 911, 944, 971 рр.). Подібні договори складались у двох примірниках («на двою харатью»), на одному з яких зазначалися імена руських послів («імена наша написана»), а на іншому — грецьких. Саме цей останній примірник призначався для київських князів. Серед інших, тут зберігалися затверджені візантійськими імператорами і надіслані через послів грамоти з текстами договорів Русі з Константинополем 944 р. та 971 р.

##### Стан збереження
Автентичні тексти міждержавних угод не збереглися, зміст давньоруських актів відзеркалено у наративних джерелах — літописах.

#### Монастирські архіви
Другим важливим місцем зосередження документів у Давньоруській держави були церковні архіви, які формувалися при церквах, монастирях, митрополичих та єпископських катедрах з часу запровадження християнства й інституційного утвердження церкви на території України.
Документи зберігалися в монастирських ризницях разом із культовими речами (церковним начинням) та богослужебними книгами. При архівах-бібліотеках монастирів виникали скрипторії, де створювалися літописні зводи, публіцистичні й літературні твори. При Київській митрополії існували канцелярія й архів, де зосереджувалися важливі державні документи, духовні та дарчі грамоти.
Давньоруська Православна Церква була не лише важливим духовним та культурним осередком, численні пожертви й придбання земель перетворили її на великого землевласника. Земельні пожалування Церкві великі князі та феодали підтверджували тестаментами, які разом із документами про заснування монастирів, привілеями та документами на право володіння зберігались у монастирських архівах.

##### Стан збереження
Церковні архіви Київської Русі майже не збереглися: ворожі навали, війни, природні катаклізми — основна причина втрат найдавніших документів.

### АрхівиГалицько-Волинського князівства

#### Архів князівської канцелярії
Одним із завдань князівської канцелярії було збирання й зберігання документів, які відображали різноманітні сторони політичного, економічного, культурного життя Галицько-Волинського князівства. Очолював князівську канцелярію хранитель «великої печатки» — печатник, функції якого були схожими з функціями канцлера у сусідніх Угорщині, Мазовії та інших землях. Вперше уряд печатника з'явився у Галицькій землі на початку XIII ст. Печатник-канцлер князя Данила Романовича — Кирило († бл. 1281 р.) з 1247 р. зайняв престол київського митрополита. Більшість вірогідних печатників також були духовними особами. Відомості про «малу печатку» дозволяють припускати, по аналогії з сусідніми країнами, також наявність уряду віце-канцлера. До князівської канцелярії повинні були входити перекладачі, писарі, які складали чернетки угод та документів, копіїсти та архіваріуси. Розвиток державного документу в Галичині та на Волині у XIII–XIV ст. випереджав аналогічні процеси в інших землях, що було зумовлено широкими контактами не тільки з сусідніми угорськими та польськими землями, південнослов'янськими державами і Візантією, але й з австрійськими, саксонськими та іншими більш віддаленими землями, де правова культура мала більш глибокі писемні традиції.
При княжому дворі зосереджувалися документи про адміністративне управління, військові (князь зберігав списки бояр, які за його наказом з'являлися для війни чи охоронної служби), судові, фінансові, церковні справи, дипломатичні зв'язки Галицько- Волинського князівства з іншими князівствами Русі та іноземними державами. До канцелярії Данила Романовича надходили документи з Риму, Кракова, Риги, Сараю та інших міст. Усі ці документи перекладалися. За потреби, на них давалися відписи. Копії відписів, як і самі документи, зберігалися в князівському архіві.
В князівській канцелярії вівся облік наявного земельного вотчинного фонду, зберігалися документи, які фіксували юридичні зміни у володінні землею, а в князівській казні зосереджувалися переважно тестаменти галицько-волинських князів на право успадкування їхніми нащадками земель та іншої власності.

##### Стан збереження
За підрахунками дослідників історії Галицько-Волинського князівства, в оригіналах і списках збереглося понад 20 актових джерел за період від 1282 до 1341 рр. — здебільшого документів, надісланих князівськими та міськими канцеляріями Галичини й Волині за кордон. Із княжої канцелярії в м. Володимирі (на Волині) походять відомі нині грамоті XIV ст. останніх галицько-волинських князів Андрія і Лева, Юрія II Болеслава. З канцелярій галицько-волинських правителів збереглися переважно акти, написані відповідно до загальноприйнятих на той час правил дипломатики латинською мовою.
Тексти грамот, договорів та тестаментів в певній мірі зберегли літописні зводи, оскільки укладачі літописів послуговувалися княжими та монастирськими архівами, зверталися до актового матеріалу, давніших літописних редакцій, грецьких хронографів, які зберігалися при великокнязівській казні та церковних ризницях.

#### Монастирські архіви
У Галицько-Волинській державі значно зросли церковні архіви при єпископських катедрах (у 1302–1303 рр. галицька єпископія була реорганізована в митрополію), монастирях, церквах. Монастирі й церкви, засновані галицько-волинськими князями, крім маєтностей, грошових і речових пожертв отримували й богослужебні книги. На книгах із ризниць робили записи різного характеру. Маргіналії містять важливу інформацію про внутрішнє (господарювання, ведення скарбничих, торговельних справ, землеволодіння) та зовнішнє (зносини з Візантією) життя духовних корпорацій. Рукописні книги й документи поповнювали архіви-бібліотеки при церковних ризницях. Хранителями церковних архівів були ризничі.

#### Приватні зібрання
Нагромадження і зберігання документів призводило до зростання обсягу і вагомості князівських, церковних і монастирських архівів. Водночас створювалися не лише архіви великих феодалів, але й купців, можливо, й окремих ремісників. З'являлися колекціонери світських рукописів, релігійних творів та інших пам'яток руської й зарубіжної писемності.

### Архіви добиВеликого князівства Литовського
У XIV–XVI ст. українські землі Волині, Поділля, Київщини, Чернігово-Сіверщини опинилися під владою Великого князівства Литовського (ВКЛ), яке успадкувало давньоукраїнські архівні традиції. Особливістю державного устрою ВКЛ було зосередження центрального управління в руках великого князя. З великокнязівської канцелярії, яка мала загальнодержавний характер, виходили документи, що регламентували життя на території ВКЛ: господарство, фінанси, військову справу, суд, зносини з іншими державами. Централізація влади у ВКЛ відобразилася і на архівах. Важливе нововведення в діловодстві середньовічних установ — регістри (реєстри) — книги з записом текстів вихідних документів, що було поштовхом для розвитку різновидів актових книг, до яких вписували різні документи.
Упровадження актових книг в Україні було зумовлено поширенням на українських землях польської системи права, поділом території на воєводства та запровадженням, на зразок польських, адміністративно-судових установ, зокрема, шляхетських судів — земських і ґродських, підкоморських.
Певні традиції давньоруського діловодства продовжували зберігатися в деяких частинах України ще у XVI ст. Незважаючи на використання технологій актового діловодства на всіх українських землях, спостерігаються його мовні особливості на певних регіонах. Так, у Галичині діловими вважалися латинська і польська мови, на Правобережжі — українська (до кінця XVII ст.), а на Лівобережжі — переважно російська мова.

#### Архіви центральних адміністративних органів влади
Архів великокнязівської канцелярії нині відомий під назвою «Литовська Метрика». До його складу входять оригінальні книги, книги-копії записів документів публічно- і приватно-правового характеру XV-XVIII ст., що юридично оформлювали політичні та соціально-економічні стосунки між державою та суспільством, між різними соціальними верствами. Відомо, що вже з 15 ст. відпуски грамот, які видавалися від імені князя, копіювалися. В книги записували і документи, які надходили до великокнязівської канцелярії, щоб на випадок втрати якогось з них була копія. Практичні потреби зберігання і використання архівних матеріалів диктували архівістам доцільність складання реєстрів документів. У 1570 р. документи, які зберігалися у державній скарбниці, були детально описані. Для прискорення пошуку документів канцлери запровадили групування матеріалу під час записування в книги метрики. Наприкінці 15 ст. книги ЛМ складалися за тематичним принципом. Канцелярія вела поточні книги чотирьох категорій: «книги данин і судових справ», «книги аренд», «книги відправ», «книги посольств». З ініціативи канцлера Л. Сапеги у 1594 р. почали переписувати книги ЛМ. Старі книги мали зберігатися в казні, а переписані — у канцлера для загального користування. Саме ці книги-копії 15 — 1-ї половини 16 ст. збереглися донині.

#### Архіви місцевих органів влади

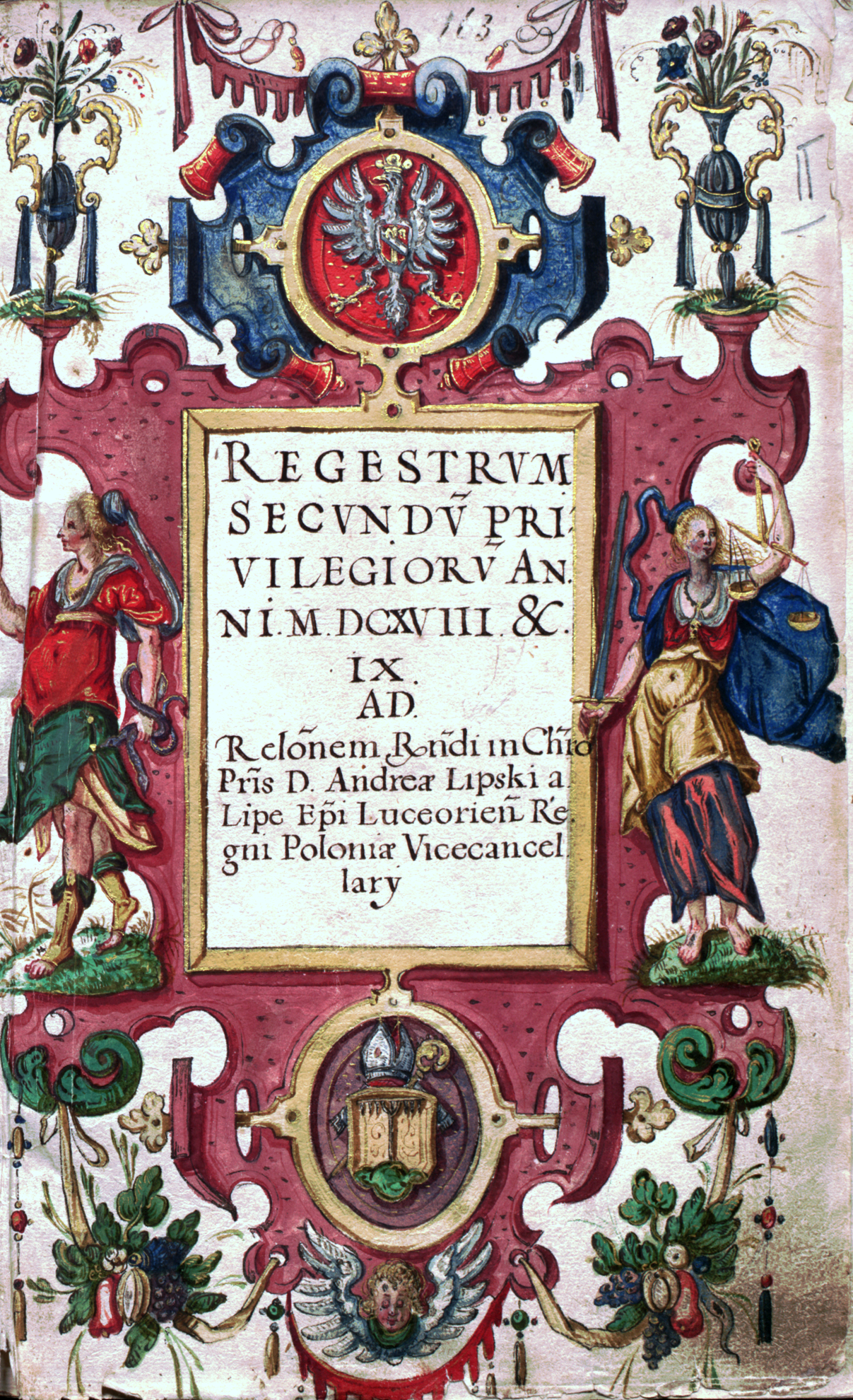
Коронна метрика

Подібно до ведення книг у центральних установах, на місцях також існувала практика запису актів до книг. Перший Литовський статут 1529 р. лише закріпив існуючу вже в судах традицію. Відповідно до категорій судів — гродських, земських, підкоморських — складалися і актові книги. Вписування потрібних документів до них покладалося на писарів та дяків. За Статутом ВКЛ 1566 року актові книги мали зберігатися в безпечному від пожежі місці, а при відсутності такого, повітова шляхта мала збудувати кам'яницю спеціально для архіву. Актові книги, в буквальному розумінні, зберігалися «в скринях моцних за трьома замками», ключі від яких мали три різні особи (від одного замка в кожного), що виключало вільний доступ до них.
Акти, пов'язані з діяльністю міських урядів (магістратів, ратуш), відклалися в міських архівах. Найціннішу частину магістратських архівів становили привілеї та інші грамоти, які визначали права міста. Грамоти на магдебурзьке право, королівські акти, документи про межі міста тощо зберігалися в магістратських архівах під замком у скрині або спеціальній шафі. На колекції привілеїв та інших найважливих документів в архівах складали описи. Більшість документів, як правило, зберігалася у фасцикулах (зв'язках документів різних за змістом) і описи на них не складалися. У деяких містах існували спеціальні книги — копіарії, куди вписували привілеї міста. У магістратських архівах також зберігалися адміністративно-судові книги та книги, пов'язані з веденням міського господарства. Власні книги й архіви в містах мали ремісничі цехи, які з'явилися в Україні після поширення магдебурзького права. У кожному цеху знаходилися цехові скриньки, де зберігалися привілеї, статути, книги записів виробничої та судової діяльності. Її склад описувався в цеховій книзі. Скринька замикалася на три замки, і ключі від них знаходилися ще у так званого столового і писаря, чим забезпечувалася надійна збереженість документів. 

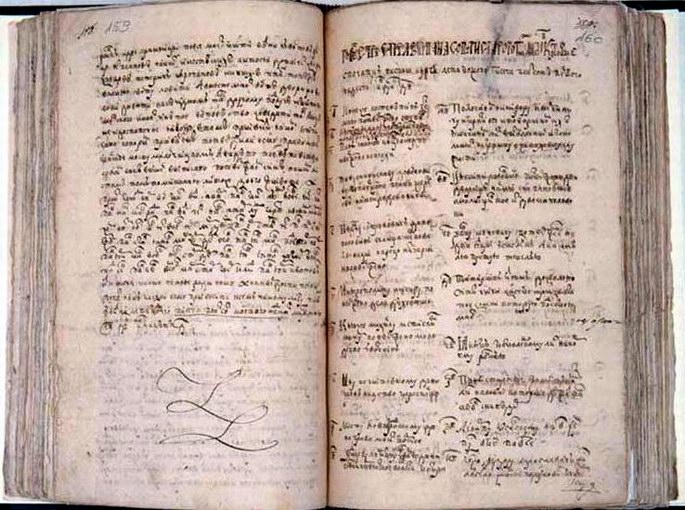
Литовська метрика

.

#### Церковні архіви
За часів ВКЛ Православна Церква архівів у сучасному їх розумінні ще не мала. Можна говорити лише про розрізнені сховища (зазвичай скрині) у церквах та монастирях, в яких зберігалися документи, що стосувалися переважно майнових справ. Облік документів не вівся, а так звані «сумаріуші» не були архівними описами. До них вносився список документів, що стосувалися конкретних маєткових справ, які розглядалися у суді. Що стосується самих архівів, то їх можна умовно розподілити на три основні категорії: єпископські архіви, монастирські архіви та парафіяльні архіви.

##### Єпископські архіви
У XVI ст. до складу Київської митрополії входили дві архієпископії та шість єпархій. Кожна з них мала у кафедральних містах власний архів. Найважливішим з них мав бути митрополичий архів у Новогрудку в Білорусі, який одночасно виконував функції архіву Київської митрополії. За зразком митрополичого при кафедральних архівах окремих дієцезій існували єпископські архіви. Стан збереженості їхніх фондів залежав від місцевих умов та особистого ставлення єпископа до цієї проблеми.

##### Монастирські архіви
Упродовж часу своєї діяльності будь-який монастир мав зберігати певні документи, від яких значною мірою залежало їх існування. Ці документи засвідчували отримані монастирами привілеї та землі, регулювали господарське життя обителі тощо. Зберігалися вони в спеціальних монастирських «скрынах».

##### Парафіяльні архіви
Існували при парафіяльних церквах. До їх складу входили привілеї на парафію, фундації на храм, документи у справах майнових суперечок, пом'яники та бібліотека.

#### Магнатські та шляхетські архіви
Необхідність нагромадження архівів пояснювалася потребою забезпечення правової, політичної, господарської та юридичної діяльності магнатів і шляхти. Збиранню підлягали передусім акти, що були правовою підставою для забезпечення недоторканості власності. Початок формування приватних архівів припадає на XIII ст. Тоді вони являли незначні зібрання, що складалися з небагатьох десятків вхідних документів, які зберігалися в скарбницях поряд із коштовностями та грішми.

### АрхівиРечі Посполитої
Після Люблінської унії (1569 р.) українські землі увійшли до складу Речі Посполитої. Особливості діловодства Коронної канцелярії та порядкування в державному архівосховищі Речі Посполитої були такими, як і у ВКЛ, але розпочинається поступова полонізація та латинізація діловодства установ. Внаслідок першого поділу Речі Посполитої (1772 р.) Австрія отримала західно-українські землі, реорганізувала органи державної влади й управління Галичини і впровадила власну систему діловодства. Однак низка установ (переважно міські та сільські органи управління) продовжували здійснювати діловодство за старими принципами. Організація діловодства у державних адміністративних установах, утворених на території Галичини, була досить типовою, а документи в них оформлювалися німецькою або латинською мовою.

#### Архіви центральних адміністративних органів влади
Функціонували чотири архіви центральної влади в Короні: коронний архів у Кракові, коронний архів у Варшаві, Метрика більшої коронної канцелярії та Метрика меншої коронної канцелярії, що утворюють єдину збірку Коронної Метрики. Відповідно більшу канцелярію очолював канцлер, а меншу підканцлер. Їм підпорядковувалися відповідні штати писарів (нотаріїв), підписків (скрибів) і реєстраторів, що вносили відписи документів до архівів. Безпосередньо їх діяльністю керував регент. До книг КМ вписували документи, що виходили з королівської канцелярії: королівські універсали, привілеї шляхетським родам і католицькій церкві, приватноправові акти, конституції, документи зовнішньополітичної діяльності. Для інкорпорованих до Корони Польської Волинського, Брацлавського і Київського воєводств у Коронній канцелярії започаткували з серпня 1569 р. окрему групу книг — Руську (Волинську) метрику. Книги РМ були у віданні коронного канцлера, але опікувався нею окремий руський метрикант (присяглий писар, що відповідав за ведення і зберігання книг) та «руські писарі та підписки», які з кінця 20-х рр. XVIII ст. почали ідентифікувати своє місце роботи як «канцелярію коронну руську».

#### Архіви місцевих органів влади
Місцеві архіви існували так само як і в часи ВКЛ. Шляхта та уряд Речі Посполитої надавали великого значення збереженню актових книг, де, як писала волинська шляхта у своїй інструкції до сейму 1652 р., записані «права, вольності і гонори наші та субстанції». Норма Третього Литовського Статуту (розділ 4, артикул 13), згідно з якою актові книги мали зберігатися у спеціальних приміщеннях-склепах була чинною, як і інша, згідно з якою книги земські і гродські мали зберігатися в скрині під трьома замками. Відкрити книги можна було тільки у присутності трьох осіб і лише на встановлений термін і статут визначав мінімальну кількість днів. В останній чверті 16 ст. було створено трибунали: Головний Коронний (власне в Польщі), Луцький (як вища судова інстанція для Волинського, Брацлавського і Київського воєводств) та Головний литовський трибунал. В результаті діяльності цих трибуналів виникли їхні архіви. Упродовж XVII-XVIII ст. з метою збереження документів сейм неодноразово приймав ухвалу про будівництво приміщень канцелярій, де б розміщувалися архіви судів гродських та земських. Збереження та впорядкуванняв них не були ідеальними, бо документи зосереджувалися в непристосованих приміщеннях, книги гнили від вологи, тексти згасали, не всі регенти відповідально ставилися до своїх обов'язків.

#### Церковні архіви
Церковні архіви відображали релігійну ситуацію в регіоні, церковну організацію, підпорядкування церков, адміністративне управління та ієрархію Римо-Католицької, Греко-Католицької та Православної церков. Характерною особливістю архівної системи була широка мережа церковних архівів, до яких належали архіви церковної адміністрації, храмів та монастирів. Відповідно до церковної організації, формувалися архіви Греко-Католицької митрополії, Римо-католицьких єпископських кафедр та консисторій. Сюди відносять і архіви архієреїв, де зосереджувалася документація не лише про їхню особисту діяльність, але й документи окремих інституцій єпархій.

#### Магнатські та шляхетські архіви
У XVII-XVIII ст. великі магнатські архіви за своїм складом були не меншими за архіви державних установ, та мали власні складові частини. По-перше, це домовий архів (родинний), що концентрувався при голові роду, по-друге, адміністративно-господарський, що був результатом економічної діяльності адміністрації маєтків. Домовий архів формувався при власних канцеляріях головних резиденцій магнатів (для Потоцьких — м. Тульчин, для Острозьких — м. Острог та м. Дубно, Чорторийських — м. Меджибіж, Сангушків — м. Славута). Відповідав за архів секретар. Нерідко найважливіші для роду документи, а також ті, що втратили практичне значення, описувалися і зберігалися разом із книгами в бібліотеках. Окрім документів юридичних, в домових архівах зберігалися листування, документи пов'язані з різними формами приватного життя і діяльності певних осіб, членів роду. Поступово накопичуючись, документи відокремлювалися від канцелярії власника й управлінь маєтками і тривалий час зберігалися в окремих приміщеннях. Час від часу поповнюючись новими партіями документів, архів не діяв щоденно і був закритим для сторонніх осіб, до нього зверталися члени роду лише в разі потреби. З призначенням у XVIII ст. спеціальних працівників для нагляду за архівами, почалося упорядкування архівних зібрань. Поступово створювалися родові сховища, що були досить добре зорганізовані і для них відводилися вже цілі будинки, а документи зберігалися у шафах і скринях. Завідували архівами секретарі або офіціалісти, в деяких маєтках таких осіб вже називали архівістами з певними постійними обов'язками, нерідко залучали людей з урядових установ. Наприкінці XVIII ст. з'явилися спеціальні методичні настанови, де рекомендувалося, в який спосіб належить упорядковувати великі архіви. Так вироблялися спільні підходи у роботі з документами. У всіх родових маєтках документи формувалися за хронологією в одну справу, що мала назву фасцикул. Документи певного фасцикула номерували, складали один на одний за хронологією, а потім загортали в папір і перев'язували. На обкладинці вказували короткий зміст справи та її номер, додавали внутрішній опис документів. Для обліку і для полегшення пошуку документів складали списки актів, що мали різні назви: регести, інвентарі, сумарії. Кожний фасцикул мав у реєстрі загальний заголовок, в якому зазначався зміст, інколи дати та кількість документів. У цей період також з'являються міщанські архіви.

### АрхівКримського ханства
Архів Кримського ханства розміщувався у Ханському палаці у столиці Бахчисарай. В архіві Ханського палацу зберігалися дефтери — з турецької мови «зошит» — реєстрова книга, куди заносилась інформація про землі, доходи, населення окремих регіонів держави, султанські фермани, ханські ярлики. Найбільш ранній каталог Архіву Ханського палацу, зберігає дефтери, датовані 1193–1194,1779-1780 рр., відносяться до періоду правління Шахін Гірай хана, другий — 1022–1047/1613-1638 рр. відноситься до правління Джанбека, Бахадира, Мехмед Гірая. Мова дефтерів не арабська, а османська. Відповідні дефтери були передані у Санкт-Петербург, після 1890 р. відомостей про місцеперебування даних документів немає. Дефтери представляють собою зібрання, що включає не тільки документи по землеволодінню, але і документацію самого різного правового характеру (особливо, худжети, ілями, Сенед, Тереку-мухаллефати). Документи розкривають політичне, громадське і економічне життя, а також літературну мову того часу. Інформація про історію архіву Кримського ханства є обмеженою. Існує версія про знищення архіву Кримського ханства у 1736 році під час походу російських військ під керівництвом Мініха. Після анексії ханства Російською імперією у 1783 р. архів був розпорошений, втрачений, частина документів перебуває у Росії та Туреччині.

### Архіви Раннього нового часу
Зародження і розвиток козацько-гетьманської держави сприяли розвиткові архівної справи в Україні у 17-18 ст. Найважливішим моментом цього періоду було формування українського державного архіву. Вперше термін «державний архів України» стосовно архівної справи 17 ст. використав історик І. Крип'якевич. Поступова ліквідація автономії Гетьманщини, створення імперських інституцій для управління нею впливало на формування і склад архівів адміністративних установ, вело до централізації архівної справи. Діловодство військової канцелярії Запорозької Січі зазнало російського впливу, діловодні папери приводились у відповідність до вимог російських канцелярій. Поряд з архівами центральних і місцевих адміністрацій існували монастирські архіви, формувалися фамільні архіви старшинсько-дворянських родів.
Зміна адміністративного устрою у Правобережній Україні після її приєднання до Російської імперії внаслідок поділів Польщі наприкінці 18 ст. докорінно вплинула на архівну справу цього регіону. Становлення нового адміністративного правління за губерніальним положенням 1775 р., введення губерніальних та повітових судів супроводжувалося запровадженням російського діловодства, формуванням при нових канцеляріях архівів за російським взірцем.

#### Архіви центральних адміністративних органів влади
Історичні джерела XVI–XVII ст. засвідчують існування військового архіву у Трахтемирові Київського воєводства. Широких відомостей про цей архів немає, він був невеликим та складався з козацьких привілеїв.
З утворенням козацько-гетьманської держави Богдана Хмельницького започатковано державний архів. При гетьмані існувала Генеральна військова канцелярія, до якої надходили і відкладалися численні акти про внутрішнє врядування, дипломатичні зносини з сусідніми країнами. При Генеральній військовій канцелярії утворився окремий архів, на чолі якого стояв генеральний писар. В архіві при Генеральній військовій канцелярії відкладалися документи про відносини гетьмана з місцевою адміністрацією — полковими і сотенними канцеляріями, а також переховувалися привілеї, договори, листування. Під час військових походів деякі документи були в похіднім архіві в гетьманському таборі.
Реляції російських послів початку 50-х років 17 ст. повідомляли про передання до Москви оригінальних документів з гетьманського архіву. Це стало початком руйнування українського архіву. Поділ України на Лівобережну та Правобережну, політичні і воєнні події після Андрусівського перемир'я 1667 р. мали катастрофічні наслідки для українських архівів — вели до розпорошування і значних втрат документів.
У XVIII ст., крім канцелярії гетьманського уряду, існували й інші вищі урядові інституції Гетьманщини: Генеральна скарбова канцелярія (генеральний підскарбій відав і архівом), генеральний суд, при якому було своє діловодство і архів. При канцелярії генерального обозного також формувався архів (частина документального зібрання канцелярії генеральної артилерії зберігається нині в ЦДІАК України, ф.1641). У 1722 р. за наказом Петра І було запроваджено правління Малоросійської колегії, яка перебувала в Глухові і підкорялася Сенатові. Внаслідок діяльності даних центральних установ відклалися величезні архівні фонди. У фонді канцелярії гетьмана Кирила Розумовського (ЦДІАК України, ф. 269) є документ 1763 р., який повідомляє про порядкування в архіві Генеральної канцелярії, зокрема про правила роботи архіву щодо зберігання документів, їхнього обліку, створення довідкового апарату. В документі є перше свідчення про затвердження генерального архіваріуса. Генеральна канцелярія призначила на цю посаду канцеляриста Семена Дівовича. Враховуючи те, що «дела в архиве не в надлежащем порядке содержатся», ставилося перед архіваріусом головне завдання — «принятые в архиву укази, грамоти, книги й дела… содержать в найприлежнейшем бережении и сохранности».
Друга Малоросійська колегія, відновлена указом Катерини II у 1764 р., стала єдиним найвищим урядом Гетьманщини. До складу архіву Малоросійської колегії входили справи Генеральної військової канцелярії, яка була за українських гетьманів з середини XVII ст., і справи самої Малоросійської колегії, яка існувала протягом 1722–1727 рр. і 1764–1786 рр. Архіви центральних установ Гетьманщини, з'єднані в «Генеральную Малороссийскую архиву». Після ліквідації Другої Малоросійської колегії «Генеральная Малороссийская архива» була розпорошена. Матеріали, які стосувалися територій новостворених намісництв — Київського, Чернігівського і Новгород-Сіверського, передавалися до казенних палат цих намісництв. Усі справи з архіву Гетьманщини, які були загального характеру («почитались генеральними»), за указом Сенату 1781 р. перевозили до Чернігова. З архівом Малоросійської колегії зобов'язаний був їхати архівар Адамович. Пожежа 1784 р. в Глухові знищила значну частину архіву. Документи, які залишилися, в 1786 р. частково було перевезено до Чернігова і розміщено в архіві намісництва (згодом — в архіві губерніального правління). Багато справ відправили також до Києва та Новгород-Сіверського. Деякі акти з архіву Гетьманщини потрапили в петербурзький архів Військово-топографічного депо. У 1880 р. частину згаданого архіву було передано до Харківського історичного архіву. Архівні матеріали Старої Гетьманщини поповнили приватні колекції відомих збирачів старожитностей М. Маркевича, М. Судієнка, О. Лазаревського, О. Кістяківського.

##### Архіви адміністративних та судових установ Правобережної України
Особливості формування архівів адміністративних та судових установ у Правобережній Україні пов'язані з перебуванням її земель у складі Речі Посполитої. Всі акти, що торкалися українського Правобережжя, записувалися до Коронної метрики (КМ). КМ вели в Польщі і переховували спочатку в Кракові, а згодом у Варшаві (з 1765 р.). У віданні коронного канцлера була Волинська метрика.
Важливу роль в управлінні внутрішніми справами відігравала місцева влада, що позначилося на складі архівів гродських судів (органів судової і військово-адміністративної діяльності старост, яких призначав король), архівів шляхетських станових судів — земських і підкоморських, архівів міського самоуправління — магістратів і ратуш, а також приватних архівів великих землевласників.
В архівах місцевих судово-адміністративних установ відкладалися різні документи їхніх канцелярій: протоколи (чорнові записи, індукти (чистописи), фасцикули, допоміжні реєстри та індекси справ, суммаріуші.

#### Архіви місцевих органів влади
Архіви місцевих органів влади Гетьманщини формувалися при полкових і сотенних канцеляріях. Полкове діловодство зосереджувалося в полкових канцеляріях. Відав канцелярією полковий писар, який мав окремий штат службовців. У канцелярії було кілька відділень (повиттів), які у 18 ст. називали «столами», і полковий архів, де зберігалися оригінали документів. «Полкова архіва», як правило, зберігалася на горищі або у підвалі будинку полкової канцелярії. Справи з полкових канцелярій і архівів нерідко потрапляли до архіву Малоросійської колегії в Глухові.

#### Церковні архіви
Церковні архіви Правобережжя XVIII ст. відображали релігійну ситуацію в регіоні, церковну організацію, підпорядкування церков, адміністративне управління та ієрархію Римо-Католицької, Греко-Католицької та Православної церков. Характерною особливістю архівної системи в Правобережній Україні була широка мережа церковних архівів, до яких належали архіви церковної адміністрації, храмів та монастирів. Відповідно до церковної організації, формувалися архіви Греко-Католицької митрополії, Римо-католицьких єпископських кафедр та консисторій. Сюди відносять і архіви архієреїв, де зосереджувалася документація не лише про їхню особисту діяльність, але й документи окремих інституцій єпархій. На збереженість церковних архівів впливала соціально-політична ситуація на Правобережжі у XVIII ст.
Важливість на той час архівів церковної адміністрації підтверджують факти упорядкування Архіву митрополитів Української Греко-Католицької церкви. Ще з 1699 р. відомий опис (можливо, перший) цього архіву. За наказом митрополита було систематизовано документи, з'єднано у фасцикули. Опис документів складено за предметами, географічними і власними іменами. Роботи з розбирання і опису митрополичого архіву здійснювали і в 2-й половині XVIII ст. Архів греко-католицьких митрополитів — найважливіше джерело реконструкції усієї архівної системи Греко-Католицької церкви в Україні.

#### Монастирські архіви
Серед церковних архівів XVIII ст. найціннішими були монастирські фонди. Монастирі — це церковно-політичні та соціально-економічні інституції, які мали багаті бібліотеки, друкарні, скрипторії (майстерні, де переписували книги). У монастирях документи ретельно зберігали як вагомі юридичні свідчення про надані права і привілеї. Серед них — універсали гетьманів, жалувані грамоти російських царів, дарчі, купчі на землі і маєтки. Великі за обсягом архівні фонди зосередилися у древніх монастирях: Києво-Печерській лаврі, Михайлівському Золотоверхому і Михайлівському Видубицькому. Не змінилися особливості монастирських архівів як мішаних сховищ вотчинної і церковно-адміністративної документації. Поряд з практичним використанням монастирських архівних документів зростала їх роль як історичних джерел.

#### Фамільні архіви
Піднесення політичного і культурного життя в Гетьманщині у XVII–XVIII ст., прагнення козацько-старшинської верхівки закріпити за собою привілеї та права власності сприяло формуванню родинних (фамільних) архівів. Архівні зібрання найвпливовіших у Гетьманщині родин — Забіл, Кочубеїв, Маркевичів, Милорадовичів, Новицьких, Полуботків, Стороженків, Судим та ін. охоплювали численні матеріали офіційних установ, документи на право власності та володіння, надання привілеїв (універсали, купчі, дарчі, духовні грамоти), офіційне і приватне листування, родовідні документи тощо.
Дбайливе ставлення власників до цих паперів було характерною рисою українського дворянства. «В редкой дворянской семье, — зазначали дослідники, — не было более или менее значительного собрания семейных документов». Українське дворянство зосередило в своїх фамільних архівах унікальні пам'ятки історії і культури. Фамільні архіви Гетьманщини розпорошувалися при неодноразових поділах майна між спадкоємцями, поповнювали приватні зібрання колекціонерів, гинули від часу. Залишки фамільних архівів існують в фондосховищах архівів, бібліотек, музеїв України та Росії.

#### Магнатські архіви
З діяльністю найбільших землевласників Правобережної України — князів Любомирських, Сангушків, графів Потоцьких, Браницьких та ін. пов'язано формування магнатських архівів. Одним з найбагатших, найдавніших і найбільших за обсягом магнатських архівів (займав двоповерховий будинок) був архів князів Сангушків у м. Славуті на Волині.
Значну частину магнатських архівів становили королівські грамоти на володіння, приватні акти на право власності, тестаменти, купчі, орендні контракти, інвентарі та люстрації маєтків, генеалого-родовідні матеріали (родовідні книги, метрики про хрещення, свідоцтва про шлюб, виписки із метричних книг та ін.).

#### Архів Коша Нової Запорозької Січі
Унікальним документальним комплексом XVIII ст. був архів Коша Нової Запорозької Січі, матеріали якого охоплювали 1713–1776 рр. Архів Січі існував ще з XVII ст. Відомо, що Січова школа на Запоріжжі готувала канцеляристів, в обов'язки яких входило також зберігання документів. Під час руйнування Січі у 1709 р. зазнав розгрому і архів. Архів Нової Запорозької Січі сформувався в результаті діяльності військової канцелярії Коша, в якій було зосереджено його діловодство. Широкі взаємини Запорозької Січі з Росією, Кримом, Правобережною Україною, Гетьманщиною позначилися на особливостях архіву. Велику частину матеріалів становило зовнішнє листування з кримським ханом, султанами ногайських орд, польськими старостами, з гетьманами та Генеральною військовою канцелярією, з російською владою.
За підрахунками дослідників, щорічно з військової канцелярії виходило 4-5 тис. документів. Такою була і кількість вхідних документів. Відкладалася і внутрішня документація судочинства, адміністративної та господарської діяльності. Отже, в канцелярії Коша протягом року зосереджувалося від 10 до 12 тис. документів. Опис архіву, складений у XVIII ст., не зберігся. Архів Коша з часом був розпорошений і зазнав значних втрат. Основний масив документів архіву після 1775 р. опинився у розпорядженні коменданта Новосіченського ретраншементу, а зі скасуванням останнього потрапив до Катеринославського повітового суду. До Єдиного державного архівного фонду архів Коша приєднано у 1926 р.

#### Історичний архів у Львові
Важливим етапом у розвитку архівної справи на західноукраїнських землях XVIII ст. було заснування історичного архіву у Львові. Перші відомості про формування архіву за часів панування на цих землях монархії Габсбургів маємо з кінця XVIII ст., коли за розпорядженням крайового трибуналу у 1783 р. австрійська адміністрація почала надсилати до Львова майже з усіх міст Галичини актові книги ліквідованих гродських і земських судів. Для розміщення цих книг крайова адміністрація виділила приміщення колишньої бібліотеки Бернардинського монастиря. З 1784 р. акти почали надходити до Львова. Того ж року для охорони актових книг було призначено відповідальну особу. У 1828 р. в історичному архіві Львова зберігалося 15323 томи книг.

#### Архіви Закарпаття
Вплив на архівну справу Закарпаття здійснило перебування даного регіону у складі Угорського королівства, яке з 1526 року опинилося у складі Австрійської імперії. Адміністративно-територіальними одиницями на Закарпатті були комітати (жупи), в результаті діяльності яких відкладалися документи, насамперед записи постанов жупних зборів. У 1733 р. угорська влада ухвалила рішення про будівництво адміністративних будинків для жуп. У зв'язку з цим стало можливим заснування стаціонарних жупних архівів. В адміністративних будинках обов'язково передбачалося приміщення для комітатських документів. Тут зберігалося поточне діловодство: протоколи зборів, листи громадян, скарги. Хранителем і упорядником документів у комітатських архівах був старший нотар, він завідував і комітатською печаткою. Архівні документи у фасцикулах розмішували у спеціально відведених кімнатах. Територіальні зміни жуп негативно впливали на долю архівів: під час переміщувань документи розпорошувалися, пошкоджувалися, частково втрачалися.

### Архіви України кінця XVIII- початку ХХ століть
Наприкінці XVIII- початку XX століть українські землі опинилися у складі Російської та Австрійської (Австро-Угорської) імперій. Розвиток архівної справи та архівних установ був пов'язаний із тенденціями формування імперських управлінських інституцій та особливостями церковного життя регіонів. У цей період з'являються та активно розвиваються архіви науково-історичних товариств.

#### Архіви українських земель у складі Російської імперії
З ліквідацією автономії Гетьманщини та введенням загальноросійського адміністративного устрою розвиток українських архівів був тісно пов'язаний з архівним будівництвом Російської імперії. Основними осередками збору та зберігання документів кінця XVIII — початку XIX ст. були відомчі архіви намісництв, а потім губернських правлінь (документи адміністративного характеру), казенних (фінансово-економічні справи) і судових (документи судових установ) палат, які розташувалися у губерніальному центрі. У XIX ст. поточне діловодство канцелярій було відокремлене від архівів. Старі документи зберігалася без належного догляду та не були систематизовані. Доволі часто архівні документи знищувалися через відсутність місця для зберігання.
Після реформ 60-х років XIX ст., документація ліквідованих установ концентрувалася у архівах державних установ. Місцеві документи повітових судів почали передавати до історичних відомчих архівів Росії. У ході цього процесу було ліквідовано великий масив документів. У 1873 році при Міністерстві народної освіти була створена спеціальна комісія для влаштування та упорядкування архівів і зберігання в них документів. Однак, комісії не вдалося досягнути значних результатів.
Наприкінці XIX — початку XX ст. на пропозиції істориків та архівістів уряд визнав за необхідне провести реорганізацію архівної справи. В процесі реформування архівної справи були засновані губернські учені архівні комісії, які займалися збором та упорядкування історичних документів. На українських землях були засновані Таврійська (1887), Чернігівська (1896), Херсонська (1898), Полтавська, Катеринославська (обидві 1903), Київська (1914) та Харківська (1915) учені архівні комісії. Періодичні видання комісій широко висвітлювали питання з історії архівної справи, публікували документи з історії краю.

##### Історичні архіви
Внаслідок активної діяльності Київської археографічної комісії був заснований Центральний архів давніх актів (1852). Архів концентрував 5883 актові книги і 454979 окремих документів.
У процесі діяльності Харківського історико-філологічного товариства виникла необхідність організації архіву для зберігання зібраних документів. Харківський історичний архів був створений у 1880 р. та концентрував значний масив документів з історії Слобожанщини та Гетьманщини.

##### Церковні архіви
Для періоду кінця XVIII — початку XX ст. відповідно до ієрархії та структури церковної адміністрації виділяються три групи архівів: а) архієреїв, які очолювали українські єпархії; б) консисторій, офіціальських урядів; в) місцевих органів єпархіального управління. Архівами духовного відомства з середини XVIII століття опікувався Синод. Справи церковних архівів осідали у Синодальному архіві. У 1865 році було створено спеціальну комісію для розбору архівів духовного відомства, що сприяло систематизації та упорядкуванню документів церковних архівів. На місцевому рівні документи церков та монастирів концентрувалися у архівах духовних консисторій.

##### Архіви науково-історичних товариств та науковців
Окрема роль у формуванні зібрань документів належить науково-історичним товариствам. Збиранням писемних пам'яток займалися Харківське історико-філологічне товариство, Одеське товариство історії і старожитностей, Історичне товариство імені Нестора-Літописця, Волинське церковно-археологічне товариство, Подільське церковне історико-археологічне товариство та ін. Серед приватних документальних зібрань XIX ст. варто виділити архіви істориків О. Лазаревського, М. Маркевича, А. Скальковського, М. Студієнка.

#### Архіви Галичини

##### Архіви адміністративних органів влади
Внаслідок першого поділу Польщі 1772 року Галичина перейшла під владу Австрійської імперії. Створені австрійським урядом установи почали накопичувати документи, утворюючи відомчі документосховища. На початку XX ст. виникла гостра потреба створення архіву, у якому б зосереджувалися документи державних установ. У 1908 році виник Архів намісництва. До його фондів, крім матеріалів намісництва і його комісій, увійшов значний масив документів Крайового комітету, Фінансової прокуратури, місцевих судів. Протягом XIX ст. продовжував діяльність історичний архів міста Львова.

##### Церковні архіви
У 1808 році була утворена Галицька митрополія греко-католицької церкви. При митрополії накопичувалися документи церковної адміністрації Галичини. Також продовжували діяльність релігійні установи римо-католицької, православної, вірменської, юдейської та євангельської церков, створюючи власні документальні зібрання

##### Архіви науково-історичних товариств та науковців
Утворене в 1873 р. Літературне товариство імені Т. Шевченка, у 1892 р. назву змінено на Наукове товариство імені Шевченка, розпочало активну роботу по збирання та опрацювання документів з історії краю. Товариство було поділене на три секції: історично-філософічну, філологічну та математично-природописно-лікарську, діючи за зразками існуючих європейських академій. Окремі зібрання документів утворювали суспільно-політичні діячі та науковці: Д. Зубрицький В. Левицький, С. Томашівський та ін.

#### Архіви Закарпаття

##### Архіви адміністративних органів влади
Впродовж XIX — початку XX ст. закарпатські землі входили до складу Угорського королівства та Австрійської (з 1867 р. — Австро-Угорської) імперії. У цей період найважливішими осередками архівної справи в регіоні були комітатські та міські архіви . Названі архіви виникли внаслідок діяльності вищих і місцевих органів законодавчої, судової влади, управління, церкви, науково-освітніх, культурних осередків, громадських об'єднань.
Комітатські (або) жупанійські архіви знаходилися у адміністративних центрах у мм. Ужгороді, Берегові, Севлюші, Сигеті. Архіви очолювали професіонали архіваріуси, які були підзвітні комітатським зборам та мали подавати регулярні звіти про стан архівної справи в комітаті. Ще у XVIII ст. склалась певна схема упорядкування архівних документів, принципом розбудови якої була тематика документної інформації та провієнц принцип. У XIX ст. схема зазнала змін. Її тематичними концентратами були «протоколи комітатських зборів», «юридичні», «суспільно-політичні», «економічні», «церковні», «армійські», «урбаріальні» документи. Така система архівної справи існувала до Першої світової війни. Наслідком війни для закарпатських архіві стало знищення, пограбування і вивезення величезного масиву документів.

##### Церковні архіви
Документація церков Закарпаття в 19 ст. в основному накопичувалася при правлінні Мукачівської єпархії греко-католицької церкви. Єпархія підпорядковувалася Остригомському архієпископу римо-католицької церкви. Іншим осередком накопичення церковних документів Закарпаття був Мукачівський чернечий монастир отців Василіан.

#### Архіви Буковини

##### Архіви адміністративних органів влади
У 1775 р. Північна Буковина була приєднана до Австрійської імперії, відтоді починається історія державних установ та архівів при них. Спочатку краєм правила Військова адміністрація (до 1776 р.), потім, коли Буковина перетворилася на округ Галиції, у Чернівцях було створено Окружне управління Буковини, куди стікалася документація. З 1854 року Буковина стала автономним краєм Австрійської імперії, для управління яким було створено Крайову управу. Законодавчу владу здійснював Крайовий сейм (ландта) Буковини. Документи, які створювалися і накопичувалися у державних установах, зберігалися в реєстратурах та архівах цих установ. Від 70-х рр. XIX ст. в архівах діючих установ проводилася експертиза цінності. Внаслідок діяльності експертних комісій була знищена значна документальна база. Лише у 1907 році був створений крайовий державний архів Буковини. Його очолив Володимир Мількович, професор кафедри Східної Європи Чернівецького університету. Незважаючи на створення крайового архіву, керівники установ відмовлялись передавати документи на зберігання. Архів не мав жодних прав, можливості впливати на керівників державних установ, які розпоряджалися своїми відомчими архівами на власний розсуд. Значний опір передаванню архіву документів церков та монастирів чинила митрополія Буковини.

##### Церковні архіви
У 1774–1775 рр. парафії та монастирі західної частини Буковини були об'єднані в Чернівецько-Буковинську єпархію Карловацької митрополії. При єпархії почали накопичуватися церковні документи регіону. Згодом у 1873 році була утворена митрополія Буковини і Далмації, що сприяло систематизації, впорядкування та централізації церковних архівів Буковини.

### Архіви України 1917–1945
Після повалення царського режиму в Російській імперії у 1917 р., почався масовий національний рух народів, що входили до складу держави. Ці процеси охопили і Наддніпрянську Україну.
Нові українські національні діячі, опановуючи нову для себе державну роль, поставили перед собою і завдання збереження історико-культурної спадщини українського народу, в тому числі — архівних документів.
До розбирання та організації зберігання архівних матеріалів залучилися відомі громадські й культурні діячі. В Києві цю роботу з березня 1917 р. за дорученням Київського виконавчого комітету виконував відомий вчений, політичний і громадський діяч, редактор «Нової Ради» професор С. Єфремов Аналогічні події відбувалися в той час і в інших містах України: Полтаві, Чернігові, Одесі тощо.
Загалом діяльність окремих діячів, чи комітетів, яка була спрямована на формування національного архівного фонду не набула ні державного, ні громадського значення та проводилася без будь-якого плану.
Найбільша загроза існувала для приватних збірок поміщиків — фамільних та родинних архівів. Наприклад, на Чернігівщині в ході селянських заворушень було розграбовано садиби М. Марковича та П. Дорошенка. Такі випадки були типовими і для інших регіонів України.
Питання збереженості історико-культурного надбання українського народу у першій половині 1917 р. перебувало у центрі уваги громадських комітетів охорони пам'яток культури і мистецтва. До того ж, вже на першому своєму засіданні 11 січня 1918 р. Рада Центрального комітету охорони пам'яток мистецтва і культури виступила з ініціативою прийняття спеціального закону про охорону архівів. Однак постійні бойові дії, зміни режимів негативно вплинули на збереженість історичних документів та на поточне діловодство.

#### Архіви часів Гетьманату
Після приходу до влади гетьмана П. П. Скоропадського у квітні 1918 р. П. Дорошенко очолив Головне управління у справах мистецтва та національної культури. Важливою складовою частиною Головного управління став Архівно-бібліотечний відділ. Очолив його В. Модзолевський, котрий залучив до вирішення нагальних архівних проблем великий творчий колектив відомих українських науковців та практиків архівної справи: Д. Багалія, І. Каманіна, О. Левицького тощо. Усім їм належить авторство проєкту архівної реформи. Проєкт базувався на гнучкому поєднанні державної централізації та повноважень місцевої адміністрації. Втілення в життя цього проєкту і стало головним завданням відділу.
В цей самий час І. Каманін розробив альтернативний варіант проведення реформи. Він передбачав створення Головного архівного управління, Національного архіву з науковими інституціями при ньому.
За часів гетьманату істотно збільшилися асигнування на утримання Київського центрального архіву давніх актів, йшлося вже про конкретне заснування Волинської губернської комісії та архіву у м. Острозі. Також було розроблено «Положення про Архів Південно-Західного Фронту».
Силами відділу в травні 1918 р. під головуванням О. Грушевського було створено архівну секцію Міжвідомчої комісії «по складанню умов мирового договору з Росією», яка встановила основний принцип повернення документів до України.
Вирішенню проблеми забезпечення архівних установ кваліфікованими фахівцями мало сприяти заснування при Національному архіві українського археологічного інституту.
Період існування Гетьманату виявився досить плідним. Були опрацьовані й чітко сформульовані засади архівної реформи, яка передбачала проголошення державної власності на архівні документи, створення мережі архівних установ.

#### Розвиток архівів за часівДиректорії УНР
Повалення Гетьманату в грудні 1918 р. перервало плідну роботи в галузі архівної справи. Було розроблено й подано до затвердження законопроєкти про заснування Національного архіву.
З липня 1919 р. у КПДУУ діяла архівна комісія на чолі з деканом історико-філологічного факультету, професором української історії П. Клименком. Попри вузько-прикладне завдання — фахове упорядкування університетського архіву та започаткування його роботи як «навчально-дослідного», комісія розглядала проблеми державного значення.
Незабаром при ГУСМНК для рятування архівних і мистецьких скарбів було створено Відділ охорони пам'яток старовини і мистецтва з книжкою і архівною секціями. Очолив його професор П. Клименко.
Важливим заходом Архівної комісії була підготовка на початку вересня 1919 р. проєкту закону «Про охорону пам'яток старовини і мистецтва», згідно з яким історико-культурні(в тому числі архівні) скарби українського народу підпадали під юрисдикцію держави.
Також тривала робота над статутом Національного архіву, проте створення його поза Києвом було неможливим. На засіданнях комісії з охорони пам'яток розглядалися також питання заснування губернських архівних комісій, але влада Директорії практичне не поширювалася на інші губернії, крім Подільської.
Здобутком комісії стало видання спеціального часопису з питань «українського мистецтва і старовини», до складу редколегії якого увійшли П. Клименко, О. Назарук, І. Кревецький.
Наприкінці 1919 — початку 1920 рр. стан архівної справи істотно погіршився у зв'язку з виїздом з Кам'янця більшості авторитетних діячів культури.
Загалом період Директорії УНР в історії українських архівів був пов'язаний із намаганнями врятувати архівні документі від загибелі у складних політичних умовах.

#### Архівна справа в Радянській Україні 1918–1945 років
Зі встановленням радянської влади на території України архівне будівництво здійснювалося за декретом РНК РРФСР «Про реорганізацію і централізацію архівної справи» (1918). Однак практичні заходи щодо реформування архівної галузі, централізації та націоналізації архівної справи почали здійснюватися після остаточного встановлення в Україні радянської влади. Основи архівної політики радянського уряду біло викладено у «Тимчасовому положенні про архівну справу», яке було затверджено РНК УРСР 20 квітня 1920 р, за яким була передбачена жорстка централізація архівних установ.
У 20-30-х роках розгорнулася практична централізація документів в архівосховищах. Постановою РНК УРСР «Про охорону архівів» від 31 жовтня 1922 р. оголошувалося створення єдиного Державного архівного фонду (ЄДАФ).
Як і в інших сферах життя радянської держави, для архівної системи УРСР, характерним було зміцнення командно-адміністративних методів управління. Лише у квітні 1929 р. було створено ЦАУ СРСР. Наступ партійної ідеології на українське архівознавство знайшов вияв у «нищівній критиці» науковців-архівістів на сторінках архівознавчих видань.
Логічним завершенням курсу більшовиків на тотальну політизацію і одержавлення архіві стало підпорядкування архівної системи НКВС у 1938 р.
У період 1939–1940 рр. за радянською системою почалося архівне будівництво і в західних областях, на Буковині та частині Бессарабії, які були включені до складу СРСР. Стан архівної справи у цих регіонах був дуже складним. Першочерговими були заходи щодо збереження архівів ліквідованих установ, встановлення контролю над найбільшими документосховищами. У західних областях організовувались архівні відділи УНКВС та обласні історичні архіви, мережа міських і районних архівів.
З 1920 р. в Україні формувалася система партійних архівів як складова частина архівного фонду Комуністичної партії. Початок цього процесу поклала постанова РНК РРФСР (вересень 1920 р.) про створення комісії для збирання і вивчення матеріалів з історії Жовтневої революції та історії російської комуністичної партії більшовиків. В Україні таку комісію було утворено навесні 1921 р. при ВУЦВК. Метою її було збирання, зберігання, систематизація, вивчення і видання архівних документів з історії революції. У 1922 р. у Харкові був організований Центральний архів революції.
З реорганізацією в 1929 р. Українського Істпарту в Інститут історії партії і Жовтневої революції в Україні при ЦК КП(б)У і створенням у його складі спеціально підрозділу — Єдиного партійного архіву КП(б)У в республіці почала діяти автономна архівна система.
Після проведення адміністративно-територіальних реформ формувалися партійні архіви обкомів КП(б)У. Згодом було виокремлено Центральний партархів ЦК КП(б)У. Усього на 1940 р. функціонувало 17 партархівів. Характерною особливістю такої структури архівної системи була засекреченість, обмежений доступ, повний контроль за використанням архівних документів.

#### Архіви Західної України 1917–1945

##### Архіви Галичини
У Західній Україні організація архівної справи регламентувалась декретом про утворення державних архівів та опіку над архівними матеріалами, який було прийнято польським урядом у лютому 1919 р. Відділ державних архівів став центральним архівним органом.
Було утворено Державний архів у Львові на базі документів колишнього намісництва та Земський архів на основі документальних фондів крайового архіву гродських і земських актів. Одночасно існував і Міський архів стародавніх актів, заснований ще в середині XIII ст

##### Архіви Буковини
Архіви цього регіону зазнали значних втрат в період Першої світової війни та розпаду Австро-Угорської імперії. Перший історичний архів Буковини було практично ліквідовано на початку 1918 р.
У 1924 р. матеріали Крайового архіву розмістили у кількох кімнатах адміністративного палацу Буковини. Велика кількість документів була втрачена або зіпсована.
Важливу роль в розвитку архівної справи краю відіграла Комісія державних архівів Буковини, створена у Чернівцях за наказом Міністерства освіти Румунії в 1924 р. Прийнятий в Румунії 1925 р. Закон «Про організацію державних архівів» визначив статус і завдання державних архівів, в тому числі і Чернівецького. Усі архівні установи країни підпорядковувались Міністерству освіти. Пряме керівництво над ними отримувала Генеральна дирекція державних архівів Румунії, яка знаходилась у Бухаресті.

##### Архіви Закарпаття
У міжвоєнний період закарпатські землі знаходились у складі Чехословаччини. Керівником архівної служби регіону був М. Радвані, якому крайова адміністрація доручила перевірити всі архіви Закарпаття. За висновками відомого архівіста, матеріали та документи зберігались в хаотичному стані у переповнених приміщеннях та потребували впорядкування. М. Радвані вважав за необхідне об'єднати комітатські архіви і створити єдиний архів Підкарпатської Русі. У травні 1923 р. він очолив Крайову архівну комісію, основним завданням якої була організація крайового архіву. Наприкінці 1920-х рр.. архіву було виділено кілька кімнат та підвальні приміщення у жупному адміністративному будинку, куди звозилися документи різних архівів Закарпаття. Значних втрат крайовий архів Закарпаття зазнав під час окупації краю в роки Другої світової війни.

#### Українські архіви в рокиДругої світової війни
Діяльність архівних установ України з початком радянсько-німецької війни підпорядковувалася вимогам воєнного часу. Першочерговим завданням стала евакуація документальних матеріалів. Невідкладному і обов'язковому вивезенню підлягали секретні і надсекретні фонди, які мали оперативне значення для НКВС. Водночас найдавніші і найцінніші у науковому відношенні фонди залишалися невивезеними. Керуючись політичними пріоритетами і вузьковідомчими інтересами, керівні архівні органи наказували знищувати ті матеріали, які не вдалося евакуювати.
Архіви України вивозили в міста Поволжя, Уралу, Сибіру, Казахстану та Узбекистану. Найбільша частина їх була у м. Златоусті.
Політика ж окупаційних властей щодо архівів характеризують діяльність групи Кюнсберга та представників військової влади, метою яких було виявлення, відбирання та вилучення цінностей в тому числі й архівних, для вивезення їх до Німеччини.
Головною німецькою установою до кінця 1942 р., яка розробляла архівні фонди України, був Айнзацштаб рейхсляйтера Розенберга. В період з жовтня 1941 р. до квітня 1942 р. відновлювалася робота та забезпечувалося функціонування архівів.
Наприкінці 1942 р. було створене Крайове управління архівами, бібліотеками та музеями при рейхскомісарові України. Підрозділом цієї установи став Крайовий архів у Києві.
Архіви України в роки Другої світової війни зазнали значних збитків внаслідок невдало проведеної евакуації, руйнування в ході воєнних дій з обох сторін, а також свідомого нищення архівних цінностей двома тоталітарними режимами.
Із визволенням України восени 1944 р. почалася робота по відновленню радянської архівної системи. Ще у листопаді 1943 р. до Києва повернулося Управління державними архівами НКВС УРСР, основними напрямами діяльності якого була реевакуація архівних фондів, відновлення діяльності центральних державних архівів, реорганізація їхньої мережі.

#### Зарубіжна Україніка
Через революційні події, які охопили землі Російської імперії починаючи із 1917 р., та, особливо після невдачі національно-визвольних змагань, велика кількість архівних матеріалів, пов'язаних із цим історичним періодом, було вивезено за кордон. Основними центрами зарубіжної архівної україніки стали міста Польщі, Чехословаччини, Франції та Німеччини.
Першою архівною установою, заснованою на мажами українських земель став Головний військово-історичний музей-архів Армії УНР у Тарнові, який проіснував з 1921 по 1923 рр. Саме ця установа започаткувала за кордоном організований процес збирання пам'яток не тільки військової історії, але і взагалі офіційної та приватної документації українського походження.
На початку 1920-х рр. Прага стає найкращим місцем для розгортання діяльності українського осередку. Тому було вирішено перемістити українські архівні матеріали з Польщі до сусідньої Чехословаччини та утворити там Український національний музей-архів при Українському громадському комітеті. Однак через постійний брак коштів музей-архів припинив своє існування у 1932 р. Його колекція перейшла на зберігання до Українського історичного кабінету при Міністерстві закордонних справ ЧСР, який було засновано у 1930 р .
Одним із найпотужніших осередків зарубіжної архівної україніки стала Українська бібліотека імені Симона Петлюри, заснована у 1929 р. у Парижі. В архівному відділі цієї установи було зібрано документи Головного Отамана військ УНР та голови Директорії С. Петлюри та інші документи.

### Архівне будівництво в УРСР 1945–1991 роках
Основними тенденціями повоєнного періоду в історії архівної справи України стали розбудова мережі архівних установ і підготовки кадрів архівістів; удосконалення науково-довідкового апарату архівів та розроблення проблем архівного описування; розширення археографічної діяльності архівних установ; включення архівної справи західноукраїнських земель та Криму до Державного архівного фонду України; випуск журналу «Архіви України» з метою висвітлення і вирішення питань архівного будівництва; інтеграція України в міжнародну архівну систему.
Підпорядкування архівної системи тоталітарному режимові (засекречування архівів і архівних фондів, кадрових перестановок) послабилося процесом лібералізації архівної справи після смерті Сталіна (розширення доступу до архівів, розгортання наукових функцій архівних установ, встановлення міжнародних зв'язків українських архівістів). В період хрущовської відлиги (з сер. 50-х р.) основною функцією архівів стало задоволення потреб суспільства у ретроспективній інформації, поліпшення зберігання і використання архівних матеріалів. 18 квітня 1956 р. Була видана постанова Ради Міністрів УРСР «Про заходи по впорядкуванню режиму зберігання і кращому використанню архівних матеріалів міністерств і відомств Української РСР», що засвідчило посилення впливу партійно-адміністративних органів на політику і характер роботи архівних установ: встановлення тотальної цензури та контролем діяльності видавництв.
З середини 50-х років архівні установи УРСР залучалися до міжнародного співробітництва (з 1956 р. Україна стала членом Міжнародної ради архівів — МРА), брали участь у міжнародних конгресах архівістів, конференціях, «круглих столів» архівів (XVI міжнародна конференція відбулася в 1975 р. у Києві). Проте зберігалась загальна ізоляція архівів від зарубіжних архівних процесів.
Процеси лібералізації архівів з домаганням розширення доступу до архівів проходили надто повільно. Архівне будівництво перебувало в кризовому стані. З середини 80-х р. розпочалась демократизація архівної системи. У березні 1991 р. було засновано Спілку архівістів України — незалежну самостійну громадську організацію, яка об'єднує архівістів державних і відомчих архівів, учених, працівників культури та краєзнавців.

#### Державні архіви Української РСР
Наприкінці 50-х років починають видаватись путівники держархівів УРСР. Поряд з державним архівним фондом зміцнювався архівний фонд КПРС. На 1959 р. в УРСР існувало 25 обласних партархівів та Партійний архів Інституту історії партії при ЦК КПУ (згодом — Архів ЦК компартії України, що проіснував до серпня 1991 р.). У 1966 р. система партархівів отримала нормативне оформлення. Секретаріат ЦК КПРС затвердив «Положення про Архівний фонд КПРС», яке закріплювало паралельне існування двох архівних фондів. У червні 1960 р. архівні установи республіки було передано з системи органів МВС УРСР у відання Архівного управління при Раді Міністрів УРСР. Перепідпорядкування архівів не привело до радикальних змін в архівній галузі. Було введено в експлуатацію (на 1978 р.) 11 нових і 6 реконструйованих споруд держархівів.
У формуванні документальної бази держархівів використовувались нові підходи. Вони комплектувалися науково-технічною документацією (у 1969 р. у Харкові створено Центральний державний архів науково-технічної документації УРСР), документами особового походження, кінофотоматеріалами, звукозаписами.

#### Центральні державні архівні установи
- Центральний державний архів Жовтневої революції, вищих органів державної влади та органів державного управління Української РСР
- Центральний державний архів науково-технічної документації Української РСР
- Центральний державний архів-музей літератури і мистецтва Української РСР
- Літературно-меморіальний будинок-музей О. Є. Корнійчука — філія Центрального державного архіву-музею літератури і мистецтва Української РСР
- Центральний державний історичний архів Української РСР в м. Києві
- Центральний державний історичний архів Української РСР у м. Львові
- Центральний державний архів кінофотофонодокументов Української РСР

#### Регіональні державні архівні установи
- Державний архів Вінницької області
- Державний архів Волинської області
- Державний архів Ворошиловградської області
- Державний архів Дніпропетровської області
- Державний архів Донецької області
- Державний архів Житомирської області
- Філія Державного архіву Житомирської області
- Державний архів Закарпатської області
- Державний архів Запорізької області
- Державний архів Івано-Франківської області
- Державний архів Київської області
- Державний архів м.Києва
- Державний архів Кіровоградської області
- Державний архів Кримської області
- Державний архів м Севастополя
- Державний архів Львівської області
- Державний архів Миколаївської області
- Державний архів Одеської області
- Філія Державного архіву Одеської області
- Державний архів Полтавської області
- Державний архів Рівненської області
- Державний архів Сумської області
- Державний архів Тернопільської області
- Державний архів Харківської області
- Державний архів Херсонської області
- Державний арлів Хмельницької області
- Державний архів Черкаської області
- Державний архів Чернігівської області
- Відділи Державного архіву Чернігівської області
- Державний архів Чернівецької області

#### Періодичні видання
- Архіви України

## Сучасний стан

### Архівне будівництво в незалежній Україні
Основними тенденціями архівного будівництва в незалежній України є відродженням національних традицій архівної справи; демократизація та деідеологізація архівної системи, що виявилося у розширенні доступу до архівної інформації; поглиблення інтеграції України в міжнародну архівну систему; формування самостійного НАФ. Основою НАФ стала вітчизняна частина ДАФ СРСР. З 1991 р. до складу НАФ надійшло 11 млн справ колишнього архівного фонду КПРС та близько 2 млн справ від органів служби безпеки. 27 серпня 1991 р. Президія Верховної Ради України ухвалила передати архіви компартії на державне зберігання..
На базі Архіву ЦК КПУ було утворено Центральний державний архів громадських об'єднань. Партархіви структурно влилися до складу обласних держархівів. Так було ліквідовано паралельне існування двох архівних фондів. Відбувся процес інтеграції вітчизняних документальних надбань в НАФ, що отримав законодавче закріплення 24 грудня 1993 р. з прийняттям Верховною Радою України Закону «Про Національний архівний фонд і архівні установи».. Згідно постанови в системі Головного архівного управління при Кабінеті Міністрів України з 1994 р. почав свою діяльність Український державний науково-дослідний інститут архівної справи та документознавства. З прийняттям цього закону було закладено основи правової бази розвитку національної архівної системи.
Процеси в незалежній Україні відбувалися на фоні загальної тенденції світового архівного будівництва, зокрема процесами децентралізації архівних систем. Відбулось розширення приватного сектора документотворення та документообігу, появі архівів різних форм власності. Архівам деяких відомств-фондоутворювачів надано статус державних. При цьому існують проблеми комплектування НАФ документами та захисту інформаційних ресурсів держави в умовах комерціалізації архівної справи. Досі архівна галузь України послуговується частиною науково-методичного потенціалу радянського архівознавства.
Важливим питанням постала наявність кваліфікованих кадрів. У листопаді 1995 р. Головархів та Міністерство освіти України організували засідання «круглого столу» з питань підготовки фахівців архівної справи і підвищення рівня архівної професійної освіти, що відобразилось в концепції архівознавчої освіти.
Укрдержархів реалізує 30 міжнародних двосторонніх угод з архівними службами та національними архівами країн світу (Австрійської Республіки, Азербайджану, Баварії, Республіки Білорусь, Королівства Бельгія, Республіки Болгарія, Республіки Вірменія, Грецької Республіки, Естонської Республіки, Ізраїлю, Ірану, Республіки Казахстан, Киргизької Республіки, Китайської Народної Республіки, Республіки Куба, Республіки Грузія, Латвійської Республіки, Литовської Республіки, Республіки Македонія, Республіки Молдова, Республіки Польща, Російської Федерації, Румунії, Сербії, Турецької Республіки, Федеративної Республіки Німеччина, Угорщини, Узбекистану, Чеської Республіки, Чорногорії).
Нині систему довідкового апарату державних архівів України становлять:
- центральний фондовий каталог (представлено 180 668 фондів);
- описи (майже 330 тис. одиниць);
- каталоги державних архівів (понад 1 млн тематичних карток, що розкривають зміст 10% фондів і колекцій НАФ на рівні подокументного описування); представлено також майже 1 млн фото-, понад 50 тис. кіно-, 50 тис. фоно- і майже 1 тис. відеодокументів;
- огляди архівних фондів (600 тематичних і пофондових оглядів, з яких бл. 200 опубліковано в різних часописах та окремими виданнями) .

Державні архіви України ведуть роботу щодо створення принципово нових довідників — електронних версій реєстрів фондів як сегментів Національної архівної інформаційної системи. Вона розвивається як складова частина Державної програми інформатизації України.

#### Державні архіви незалежної України
Сучасна мережа державних архівів України включає 2432 установи. З них 9 центральних державних архівів, 4 науково-дослідні та інші центральні державні архівні установи, 24 державні архіви областей, Державний архів міста Києва, 474 архівних відділи райдержадміністрацій, 159 архівних відділів міських рад, 13 галузевих архівів та 1748 трудових архівів, створених при міських, районних, сільських та селищних радах. Із загальної кількості трудових архіві 311 мають статус юридичної особи.
В Автономній Республіці Крим діє Державний архів в АР Крим та Державний архів міста Севастополя, 14 архівних відділів райдержадміністрацій, 11 архівних відділів міських рад та 208 трудових архівів. Низка архівних установ (підрозділів) з правом постійного зберігання документів перебуває у складі інших міністерств і відомств. Документи НАФ зберігаються також в архівних підрозділах громадських і релігійних організацій, підприємств, установ і організацій, заснованих на недержавних формах власності, а також у приватних архівних зібраннях.

##### Системні архівні установи
- Державна архівна служба України (Укрдержархів)
- Український науково-дослідний інститут архівної справи та документознавства (УНДІАСД)
- Державна наукова архівна бібліотека, м. Київ (ДНАБ, м. Київ)
- Державний центр збереження документів Національного архівного фонду (ДЦЗД НАФ)
- Дирекція з експлуатації комплексу споруд Центральних державних архівних установ України (ДЕКС ЦДА)

##### Центральні державні архівні установи
- Центральний державний архів вищих органів влади та управління України (ЦДАВО України)
- Центральний державний архів громадських об'єднань України (ЦДАГО України)
- Центральний державний історичний архів України, м. Київ (ЦДІАК України)
- Центральний державний історичний архів України, м. Львів (ЦДІАЛ України)
- Центральний державний кінофотофоноархів України імені Г. С. Пшеничного (ЦДКФФА України)
- Центральний державний науково-технічний архів України (ЦДНТА України)
- Центральний державний архів-музей літератури і мистецтва України (ЦДАМЛМ України)
- Центральний державний електронний архів України (ЦДЕА України)
- Центральний державний архів зарубіжної україніки (ЦДАЗУ)

##### Регіональні державні архівні установи
- Державний архів в Автономній Республіці Крим
- Державний архів Вінницької області
- Державний архів Волинської області
- Державний архів Дніпропетровської області
- Державний архів Донецької області
- Державний архів Житомирської області
- Державний архів Закарпатської області
- Державний архів Запорізької області
- Державний архів Івано-Франківської області
- Державний архів Київської області
- Державний архів Кіровоградської області
- Державний архів Луганської області
- Державний архів Львівської області
- Державний архів Миколаївської області
- Державний архів Одеської області
- Державний архів Полтавської області
- Державний архів Рівненської області
- Державний архів Сумської області
- Державний архів Тернопільської області
- Державний архів Харківської області
- Державний архів Херсонської області
- Державний архів Хмельницької області
- Державний архів Черкаської області
- Державний архів Чернівецької області
- Державний архів Чернігівської області
- Державний архів міста Києва
- Державний архів міста Севастополя

##### Галузеві державні архіви
- Державний архів Міністерства оборони України
- Державний архів Міністерства внутрішніх справ України
- Державний архів Служби безпеки України
- Державний картографо-геодезичний фонд України
- Державний архів Гідрометслужби Міністерства охорони навколишнього середовища України
- Державний архів фінансових посередників Фонду державного майна України
- Державний архів Державного департаменту України з питань виконання покарань
- Державний інформаційний геологічний фонд України
- Державний архів Управління державної охорони України
- Державний архів Міністерства закордонних справ України

##### Архівні періодичні видання
- Вісник Державного комітету архівів України